# Киприанов, Андрей Иванович
Андрей Иванович Киприа́нов (1896 — 1972) — советский химик и педагог, доктор химических наук.

## Биография
Родился 4 (16 июля) 1896 года в селе Русские Тишки (ныне Харьковский район, Харьковская область, Украина) в семье священника. Окончил Харьковское духовное училище.
1919 — окончил химический факультет ХГУ.
1934 — без защиты присвоена научная степень кандидата химических наук.
1940 — защитил докторскую диссертацию по теме «Окраска и строение цианиновых красителей».
1942 — назначен директором объединённого института химии АН УССР в эвакуации.
1944 — возглавляет кафедру органической химии КГУ имени Т. Г. Шевченко. Долгое время читает курс органической химии.
1945 — избран академиком АН УССР, становится директором Институт органической химии НАНУ.
В 1946—1948 годах совмещает работу на кафедре с должностью вице-президента АН УССР.
Умер 29 сентября 1972 года. Похоронен в Киеве на Байковом кладбище (надгробие — гранит, лабрадор; скульптор В. Е. Селибер, архитектор В. К. Лапшов; установлен в 1974 году).

## Научные труды
Основные исследования Андрей Иванович провёл в области органических красителей. Им был осуществлён синтез новых циановых красителей, некоторые из которых так же обладают хорошими фотосенсибилизационными свойствами. Установил и обосновал зависимости между спектром поглощения красителей от их структуры, а также изменения в спектрах поглощения, в зависимости от растворителя.
В 1950 году провёл успешный синтез N,N-диокси-1,5-диоксифеназина — природного антибиотика иодинина.
В 1964 году обосновал явление взаимодействия хромофоров в бисцианиновых красителях, заключающееся в расщеплении максимумов поглощения света молекулами красителей, содержащих два или несколько химически изолированных хромофоров, относительно максимумов поглощения красителей с изолированными хромофорами. Это явление позже было названо «киприановское расщепление».
Наиболее известные на территории СССР научные труды Киприанова:
- «Введение в электронную теорию органических соединений», которая выдержала два издания 1965 и 1975 годах.
- «Электронная теория в органической химии» — Киев: АН УССР, 1949. — 172 с.
- «Цвет и строение цианиновых красителей» — Киев: Наукова Думка, 1979. — 666 с.

Андрей Иванович Киприанов — основатель известной научной школы цианових красителей.
Опубликувал 234 научные работы.

## Награды и премии
- заслуженный деятель науки УССР (22 декабря 1957)
- Сталинская премия III степени (10 апреля 1942) — за разработку и освоение производства фотосенсибилизаторов для кинопромышленности
- орден Ленина
- орден Трудового Красного Знамени
- орден «Знак Почёта» (1 октября 1944)
- медали

## Увековечивание памяти
В 1977 году именем академика Киприанова была названа улица в Киеве — Улица Академика Киприанова.
В 1981 году была открыта мемориальная доска Андрею Киприанову на здании Института органической химии.
В 1987 году АН УССР была учреждена премия имени Киприанова за выдающиеся научные работы в сфере органической химии, химии высокомолекулярных соединений и химической технологии.